# Niedenzuella acutifolia
Niedenzuella acutifolia là một loài thực vật có hoa trong họ Malpighiaceae. Loài này được (Cav.) W.R.Anderson mô tả khoa học đầu tiên năm 2006.